# 윌리엄 머독

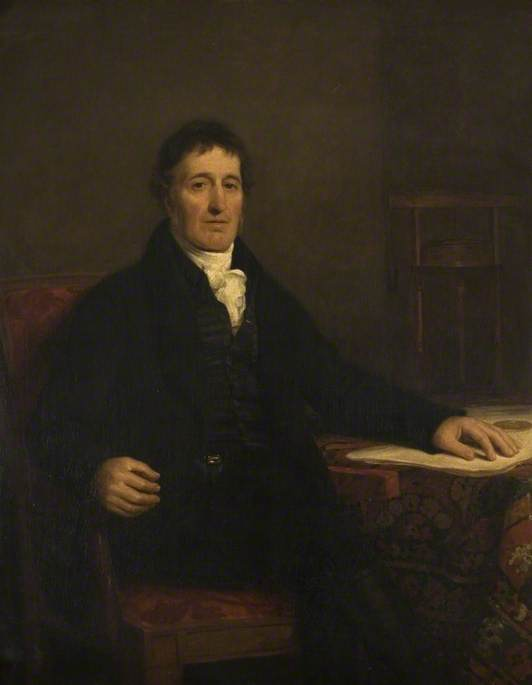
윌리엄 머독의 초상

윌리엄 머독(영어: William Murdoch, 1754년 8월 21일 ~ 1839년 11월 15일)은 영국의 발명가다.
증기 기관을 개량하여, 1784년 증기 기관차의 모형을 처음으로 만들었으며, 증기총 등을 발명하였다. 1829년 석탄 가스 등을 조명용으로 사용하는 데 성공하였다.